# Нейтральный ток
Нейтральный ток — один из механизмов слабого взаимодействия, опосредованный обменом виртуальными Z-бозонами между кварками и лептонами, без изменения электрического заряда начальных и конечных частиц. Z-бозоны взаимодействуют со всеми частицами Стандартной модели, кроме глюонов и фотонов.
Существование нейтральных токов предсказали в 1973 году Абдус Салам, Шелдон Ли Глешоу и Стивен Вайнберг. Экспериментальное подтверждение теория получила в 1974 году в экспериментах на пузырьковой камере Гаргамель в ЦЕРНе.
Открытие слабых нейтральных токов было значимым шагом в унификации электромагнитных и слабых сил в электрослабые силы и привело к открытию W- и Z-бозонов.